# Kownatki-Falęcino
Kownatki-Falęcino ist ein Dorf in der Gmina Janowiec Kościelny, im Powiat Nidzicki, Woiwodschaft Ermland-Masuren, im Norden von Polen. Es liegt ca. 7 km südwestlich von Janowiec Kościelny, 14 km südlich von Nidzica (Neidenburg) und 61 km südlich der Woiwodschaftshauptstadt Olsztyn (Allenstein).
In Kownatki-Falęcino wohnen 16 Menschen.